# Tu étais si gentil quand tu étais petit
Tu étais si gentil quand tu étais petit est une pièce de Jean Anouilh créée au Théâtre Antoine (Paris) le 18 janvier 1972 dans une mise en scène de Roland Piétri et de l'auteur lui-même, avec des décors de Jean-Denis Malclès et des costumes de Jacques Noël.
Elle fait partie des Pièces secrètes (1977) avec L'Arrestation (1975) et Le Scénario (1976).

## Résumé
Cette pièce est inspirée de la tragédie d'Eschyle Les Choéphores (Χοηφόροι / Khoêphóroi), du nom des porteuses de libations qui accompagnent Électre sur la tombe d'Agamemnon où elle retrouve Oreste revenu d'exil pour venger son père et tuer Clytemnestre et son amant Égisthe, double meurtre qui conclut la pièce ; celle-ci se jouant, avec Anouilh, sur une scène de café-concert.

## Distribution originale
- Hervé Bellon : Oreste ;
- Danièle Lebrun : Électre ;
- Francine Bergé : Clytemnestre ;
- Claude Giraud : Égisthe ;
- Maud Rayer : le chœur ;
- Alice Reichen : La nourrice ;
- Lucien Hubert : le pédagogue ;
- Jean-Pierre Mignon : l'esclave ;
- Alain Jacquemard : second esclave
- Hubert Deschamps : le pianiste ;
- Odile Mallet : la violoniste ;
- Madeleine Barbulée : la violoncelliste ;
- Marcelle Ranson-Hervé : la contrebasse ;
- les suivantes d'Électre.